# Олни (Техас)
О́лни (англ. Olney) — город в округе Янг, штат Техас, США.

## История
Олни был основан в 1879 году Буном Маккарти (Boone McCarty), Л. Пэнкононом (L. Pankonon) и братьями Нили (Neely). Первый магазин открылся в 1889 году, два года спустя заработала первая школа. В 1908 была открыта первая больница на 25 койко-мест, в которой постоянно работали 3 врача. Олни получил статус города (incorporated city) в 1909 году после открытия железнодорожной ветки, которая прекратила функционировать в 1942 году. В 1923 году в окрестностях города была разведана нефть, и город испытал экономический подъём: были построены три нефтеперерабатывающих завода, резко увеличилась численность населения. В 1951 году над городом пронёсся разрушительный торнадо: 2 человека погибли, 75 были ранены, ущерб был оценён в два миллиона долларов. С 1972 в городе ежегодно проводится двухдневный конкурс для одноруких стрелков (англ. One-Arm Dove Hunt).
Площадь города составляет 5,25 км², открытых водных пространств практически нет.

## Показатели
Расовый состав
- Белые — 89,8 %
- Афроамериканцы — 2,5 %
- Коренные американцы — 0,8 %
- Азиаты — 0,1 %
- Прочие расы — 4,6 %
- Две и более расы — 2,2 %
- Латиноамериканцы (любой расы) — 14,4 %

|                                                             | \| Климатограмма Олни \| Климатограмма Олни \| Климатограмма Олни \| Климатограмма Олни \| Климатограмма Олни \| Климатограмма Олни \| Климатограмма Олни \| Климатограмма Олни \| Климатограмма Олни \| Климатограмма Олни \| Климатограмма Олни \| Климатограмма Олни \| \| ----------------------------------------------------------- \| ------------------ \| ------------------ \| ------------------ \| ------------------ \| ------------------ \| ------------------ \| ------------------ \| ------------------ \| ------------------ \| ------------------ \| ------------------ \| \| Я \| Ф \| М \| А \| М \| И \| И \| А \| С \| О \| Н \| Д \| \| 35.6 13 −2 \| 49.3 15 1 \| 65.0 19 4 \| 68.6 25 9 \| 127.0 28 14 \| 102.4 33 19 \| 61.2 36 22 \| 50.3 36 22 \| 61.7 32 17 \| 90.4 26 11 \| 48.0 19 4 \| 41.7 13 −1 \| \| Температура в °C • Сумма осадков в мм Источник: weather.com \| \| \| \| \| \| \| \| \| \| \| \| |           |           |             |             |            |            |            |            |           |            |
| Климатограмма Олни                                          | |           |           |             |             |            |            |            |            |           |            |
| Я                                                           | Ф | М         | А         | М           | И           | И          | А          | С          | О          | Н         | Д          |
| 35.6 13 −2                                                  | 49.3 15 1 | 65.0 19 4 | 68.6 25 9 | 127.0 28 14 | 102.4 33 19 | 61.2 36 22 | 50.3 36 22 | 61.7 32 17 | 90.4 26 11 | 48.0 19 4 | 41.7 13 −1 |
| Температура в °C • Сумма осадков в мм Источник: weather.com | |           |           |             |             |            |            |            |            |           |            |